# 唐木田

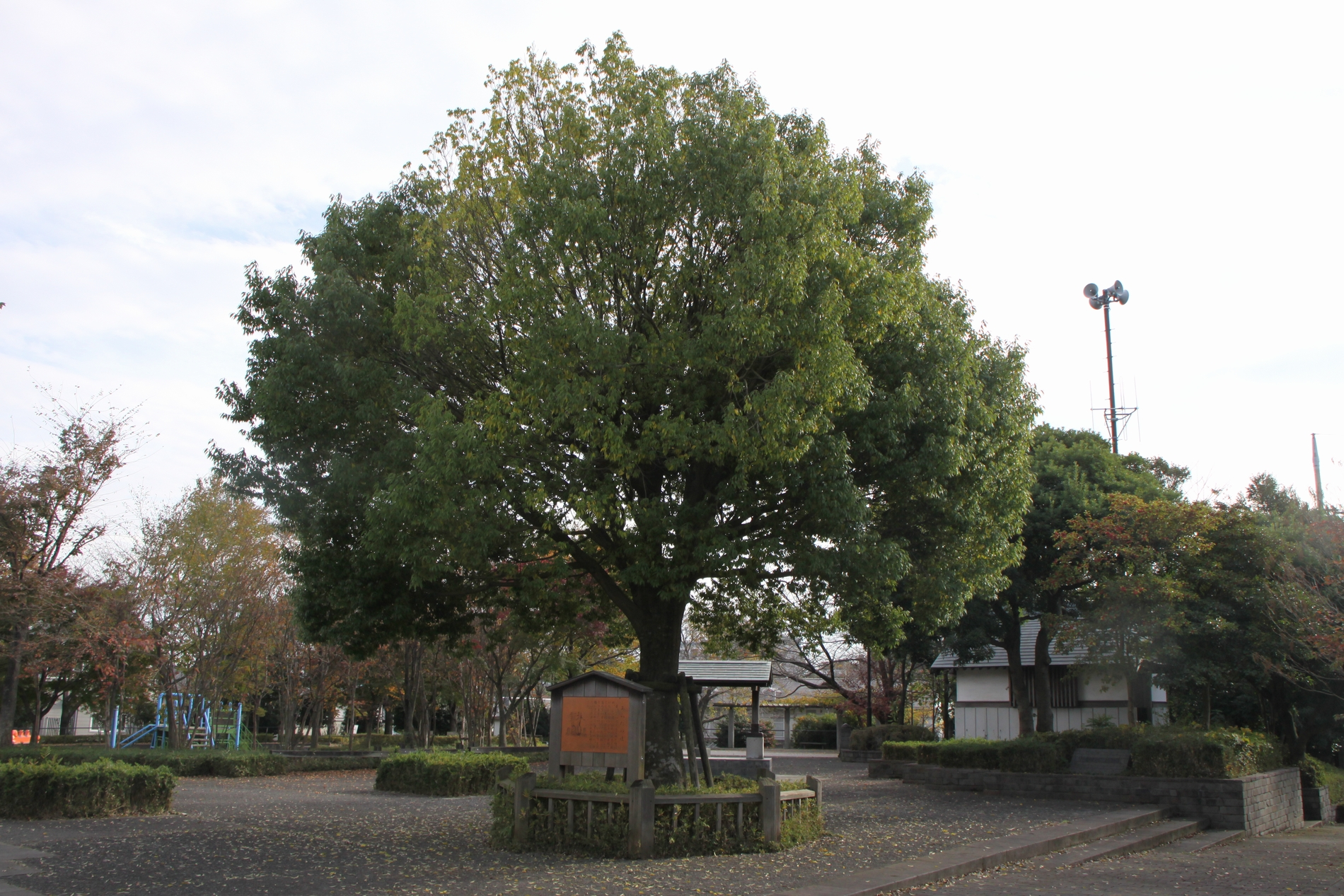
辻のシラカシ（李久保公園）

唐木田（からきだ）は、東京都多摩市の地名。現行行政地名は唐木田一丁目から三丁目。郵便番号は206-0035。

## 地理
多摩市の南部に位置する、同市最西端の町である。当地域は1991年（平成3年）に入居が開始された多摩ニュータウン第11住区の西部で構成された、多摩市内でも新しい街である。「唐木田通り」北側の一丁目は住宅地となっている。また、居住者がいるのは住宅地として整備された一丁目のみとなっており、二・三丁目は公共施設や企業の施設が置かれている。
一丁目に小田急電鉄多摩線唐木田駅、二丁目に大妻多摩中学校・高等学校、大妻女子大学多摩キャンパス、多摩ニュータウン環境組合多摩清掃工場、三丁目に大和証券研修センター、三菱UFJ銀行多摩ビジネスセンターがある。
東は鶴牧、西は八王子市別所、南は町田市上小山田町・下小山田町、北は中沢と接している。

### 地価
住宅地の地価は、2014年（平成26年）1月1日の公示地価によれば、唐木田1丁目46番14の地点で19万3000円/m2となっている。

## 歴史
元は落合村の一部であった。

### 地名の由来
乞田（こった）川の支流の一つである唐木田川より。

### 沿革
- 1889年（明治22年）4月1日 一ノ宮村、落合村、貝取村、乞田村、関戸村、東寺方村、連光寺村、和田村および落川村・百草村の各飛地が合併し、南多摩郡多摩村となる。
- 1965年（昭和40年）多摩ニュータウン事業区域に入る。
- 1988年（昭和63年）大妻多摩高等学校、大妻女子大学多摩キャンパスが開設される。
- 1990年（平成2年）3月27日 小田急多摩線唐木田駅が開業する。
- 1991年（平成3年）入居開始。
- 1994年（平成6年）大妻多摩中学校が開設される。

## 世帯数と人口
2023年（令和5年）8月1日現在の世帯数と人口は以下の通りである。
| 丁目         | 世帯数    | 人口    |
| ------------ | --------- | ------- |
| 唐木田一丁目 | 1,178世帯 | 2,273人 |

## 小・中学校の学区
市立小・中学校に通う場合、学区は以下の通りとなる。
| 丁目         | 番地 | 小学校               | 中学校             |
| ------------ | ---- | -------------------- | ------------------ |
| 唐木田一丁目 | 全域 | 多摩市立大松台小学校 | 多摩市立鶴牧中学校 |
| 唐木田二丁目 | 全域 | 多摩市立大松台小学校 | 多摩市立鶴牧中学校 |
| 唐木田三丁目 | 全域 | 多摩市立大松台小学校 | 多摩市立鶴牧中学校 |

## 交通

### 鉄道
- 小田急電鉄

多摩線：唐木田駅（所在地は隣接する中沢二丁目であるが、駅事務室や駅舎内の店舗の敷地が唐木田一丁目となっている）

### 道路・橋梁
- 東京都道155号町田平山八王子線
- 東京都道158号小山乞田線（南多摩尾根幹線）

## 施設
行政
- 多摩ニュータウン環境組合多摩清掃工場

教育
- 中学・高校
  - 大妻多摩中学校・高等学校
- 大学
  - 大妻女子大学多摩キャンパス

公園
- 榎戸公園
- 李久保（すももくぼ）公園（古くより杉が道標としてあり、開発された後も記憶に留めておくためにと、シラカシの大木が植えられている。また、辻のシラカシとも呼ばれている）
- 唐木田公園
- 土橋公園
- お花見広場

商業
- DCM唐木田店
- マルエツ唐木田駅前店
- 東急ドライビングスクール
- ぐりーんうぉーく多摩（所在地は隣接する八王子市別所となっている）

その他
- 大和証券研修センター
- 三菱東京UFJ情報センター
- 三菱自動車デザインセンター